# Herbert Wilf
Herbert Saul Wilf (ur. 13 czerwca 1931 w Filadelfii, zm. 7 stycznia 2012 w Wynnewood) – amerykański matematyk.

## Życiorys
W 1952 roku ukończył studia matematyczne na Massachusetts Institute of Technology, natomiast w 1958 roku obronił doktorat z tej dziedziny na Uniwersytecie Columbia. Pracował przy programowaniu komputerów, od 1959 do 1962 roku wykładał na Uniwersytecie Illinois, następnie był wykładowcą na Uniwersytecie Pensylwanii do przejścia na emeryturę w 2008 roku. Założył dwa czasopisma: „The Journal of Algorithms” w 1980 roku i „The Electronic Journal of Combinatorics”, ponadto w latach 1987–1992 był redaktorem naczelnym miesięcznika „The American Mathematical Monthly”. Na jego cześć nazwano jedną z nagród naukowych.
Zmarł 7 stycznia 2012 roku w Wynnewood. Był żonaty z Ruth Tumen Wilf, z którą miał córkę Susan oraz dwóch synów: Davida i Petera.

## Wybrane prace naukowe i podręczniki[1]
- A = B
- Mathematical Methods for Digital Computers
- Mathematics for the Physical Sciences

## Nagrody[1]
- Christian and Mary Lindback Award (1973)
- Deborah and Franklin Haimo Awards for Distinguished College or University Teaching of Mathematics (1996)[2]
- Nagroda Steele’a za znaczący wkład w badania (1998)
- Medal Eulera (2002)